# الدوحة (بيت لحم)
الدوحة  قرية فلسطينية في الضفة الغربية. تتبع محافظة بيت لحم ولكن لها مجلس بلدي مستقل. وقعت تحت الاحتلال في حرب 1967 ولكنها تتبع السلطة الوطنية الفلسطينية الآن.

## الدوحة في سطور
تم تاسيس أول مجلس بلدي في الدوحة استناداً إلى قرار صادر عن ياسر عرفات في العام 1996 برأسة الاخ أحمد معالي وعضوية المهندس نادر اللخطيب والدكتور سعيد عياد والأستاذه روض العاص وعلي أبو سرور وخالد كامل وتوفيق العيسة والأخ توفيق الزغاري والأخ علي بوجي والأخ سلامة زواهره وعبد الفتاح سويلم. قام المجلس الأول بانجاز العديد من المشاريع الهامة ومنها مدارس للذكور والإناث والشوارع والإنارة والعبارات وكذلك بناية المجلس البلدي المكون من طابقين بمساحة أكثر من 1400 متر مربع
```
كان في البداية اسمها «دهيشة الجديدة» لكن تم تغيير اسمها إلى «الدوحة» نظراً لان الحكومة القطرية ساهمت في بناء هذه البلدة أو المدينة المصغرة، ويقطن في الدوحة حالياً العديد من العائلات اللاجئة وغير اللاجئـة، وتعتبر هي بلدة تجمع كل اصناف الفلسطينيين المتواجدون هناك، تتصل الدوحة بمدينة بيت جالا وبيت لحم 
ومخيم الدهيشة
، وتحتوي المدينة على مسجدين، الأول يسمى بجامع الخلفاء الراشدين، والثاني (الكبير) واسمه جامع زيد بن ثابت، ولقد منع هذا المسجد من تكملة بناءه من قبل السلطات الإسرائيلية، من سنة 1991 وحتى 2003، ومن ثم اكمل البناء واكتمل بناءه، وتحتوي المدينة على مدرستين حكوميتين، واحدة للذكور والأخرى للإناث، وتم إنشاء ماخرا مدرسة ثانوية للإناث، وأيضا تحوي العديد من المدارس الخاصة، وجمعيه اهلية تعنى بالاطفال والشباب وكانت هذه المدينة قبل عقود من السنوات السابقة، منظقة مهجورة لا يسكنها أحد!، لكن سرعان ما تطورت وأصبحت مدينة كبيرة ومهمة، لها بلدية خاصة ومن أشهر العائلات التي توجد فيها: أبو لبن والدبس ’اخميس، أبو سرور.
أبو عكر وعدوي والعجوري، الحسنية، أبو سالم، اللحام، فرج، حماد، والمحسيري ، والحزين وعائلة العسليني، الغرير، زواهرة، المصري، دغـش، البرميل، العفيفي، أبو عليا، والعديد العديد من العائلات.وتمتاز هذه المدينة بالتطور التجاري والصناعي الكبير، فتشهد سنوياً مشاريع كبيرة وتطويرية وتمتلك مصانع تمد مناطق فلسطينية وحتى دول خارجية مثل الآردن والولايات المتحدة الأمريكية ودول الخليج العربي.
```

## بلدية الدوحة
مدارس الدوحة عام 2011
في الدوحة حاليا خمسة مدارس حكومية. اثنتان ثانويتان واحدة للذكور والثانية للإناث وتشملان طلاب وطالبات الثانوية العامة فرع العلوم الإنسانية (الفرع الأدبي). والفرع العلمي كما يوجد ثلاث مدارس أساسية اثنتان للذكور وواحدة للإناث.

## مصدر
1. ↑  GeoNames (بالإنجليزية), 2005, QID:Q830106
2. ↑  "الجهاز المركزي للاحصاء الفلسطيني | عدد السكان المقدر في منتصف العام لمحافظة بيت لحم حسب التجمع 2017-2026". www.pcbs.gov.ps. مؤرشف من الأصل في 2023-06-23. اطلع عليه بتاريخ 2023-11-05.